# Otiothops doctorstrange
Espèce
Otiothops doctorstrange est une espèce d'araignées aranéomorphes de la famille des Palpimanidae.

## Distribution
Cette espèce est endémique du département de Bolivar en Colombie,. Elle se rencontre vers San Jacinto.

## Description
Le mâle holotype mesure 3,85 mm.

## Étymologie
Son nom d'espèce lui a été donné en référence au Doctor Strange.

## Publication originale
- Cala-Riquelme, Quijano-Cuervo, Sabogal-González & Agnarsson, 2018 : New species of Otiothopinae (Araneae: Palpimanidae) from Colombia. Zootaxa, no 4442(3), p. 413-426.